# طبقه‌بندی فلین
طبقه‌بندی فلین یک طبقه‌بندی برای معماری‌های کامپیوتر است. در کل، کامپیوترهای دیجیتال براساس تعدد دستورالعمل‌ها و جریان‌های داده در ۴ دسته طبقه‌بندی شده‌اند. مایکل فلوین  این شما را جهت طبقه‌بندی و سازمان دهی کامپیوترها در سال ۱۹۶۶ میلادی ارائه کرد. عنصر اساسی فرایند محاسبات اجرای دنباله‌ای از دستورالعمل‌های مربوط به مجموعه‌ای از داده‌ها است.

## طبقه‌بندی
این چهار طبقه بر مبنای تعداد دستورهای هم‌زمان و رشته داده‌های قابل دسترسی در معماری تعریف شد:
- (SISD) یک دستور یک داده
- (SIMD) یک دستور چند داده
- (MISD) چند دستور یک داده
- (MIMD) چند دستور چند داده

(SIMD) یک دستور چند داده نشان دهندهٔ کامپیوترهای سریالی امروز است که در آن دستورالعمل‌ها سریال اجرا می‌شوند، اما گاهی ممکن است در حین اجرا همپوشانی اتفاق بیفتد. اکثر سیستم‌های تک پردازنده امروزی دارای خط لوله  هستند. کامپیوترهای سریال ممکن است دارای چندین واحد عملیاتی باشند، اما تمامی آن‌ها زیر نظر یک واحد کنترلی کار می‌کنند.
(MIMD) چند دستور چند داده نشان دهندهٔ کامپیوترهای چند پردازنده یا سیستم‌های چند کامپیوتری می‌باشد که در آن‌ها فعل و انفعالات بین چندین پردازنده اتفاق می‌افتد، دلیل بر اینکه جریان‌های حافظه در میان یک فضای اشتراکی مابین پردازنده‌ها تقسیم  می‌شود.
سیستم‌های MIMD در ذات به صورت فشرده با هم جفت شده‌اند. اگر درجهٔ تعامل مابین پردازنده‌ها بالا باشد، بخاطر اینکه MIMD کلاس گسترده‌ای از کامپیوترها است، در سال ۱۹۸۸ فردی به نام جانسون  طبقه‌بندی بیشتری از این دسته را براساس ساختار حافظهٔ آن‌ها (توزیع شده یا عمومی) و مکانیزم مورد استفاده در ارتباطات و هماهنگ‌سازی (متغیرهای مشترک یا تبادل پیام) پیشنهاد داد که در زیر امده است:
- GMSV
- GMMP
- DMSV
- DMMP